# Nayib Bukele
Nayib Armando Bukele Ortez (* 24. července 1981 San Salvador) je salvadorský politik a podnikatel, od června 2019  prezident Salvadoru. V letech 2015–2018 byl starostou hlavního města San Salvador.

## Životopis
Je synem Olgy Ortez de Bukele a Armanda Bukele Kattána, palestinského křesťana, který později konvertoval na islám a stal se imámem. „Nayib“ je hispanizovaná verze arabského názvu „Najib“. Sám Nayib Bukele uvádí, že nepatří k žádné náboženské komunitě. Už v mladém věku začal podnikat a v 18 letech řídil společnost. Nayib Bukele je vlastníkem společnosti Yamaha Motors El Salvador, která prodává a distribuuje výrobky firmy Yamaha v Salvadoru. Byl také ředitelem a předsedou společnosti OBERMET, SA DE CV.
Bukele byl za stranu Farabundo Martí National Liberation Front 11. března 2012 zvolen starostou Nuevo Cuscatlánu. V komunálních volbách v roce 2015 vyhrál a stal se starostou salvadorského hlavního města San Salvadoru. Zastupoval koalici mezi FMLN a PSP a obdržel 50,37 % hlasů z celkového počtu. Do funkce nastoupil 1. května 2015. Dne 10. října 2017 byl ale vyloučen z FMLN, protože ho etický tribunál strany obvinil z podpory vnitřního rozdělení a provádění pomlouvačných činů proti straně. Po vyloučení z FMLN měl ambice účastnit se prezidentských voleb v roce 2019 jako nezávislý zástupce, který odmítá současný politický systém. Založil hnutí Nuevas Ideas s cílem učinit z něj politickou stranu, ve které by mohl kandidovat na prezidenta Salvadoru.

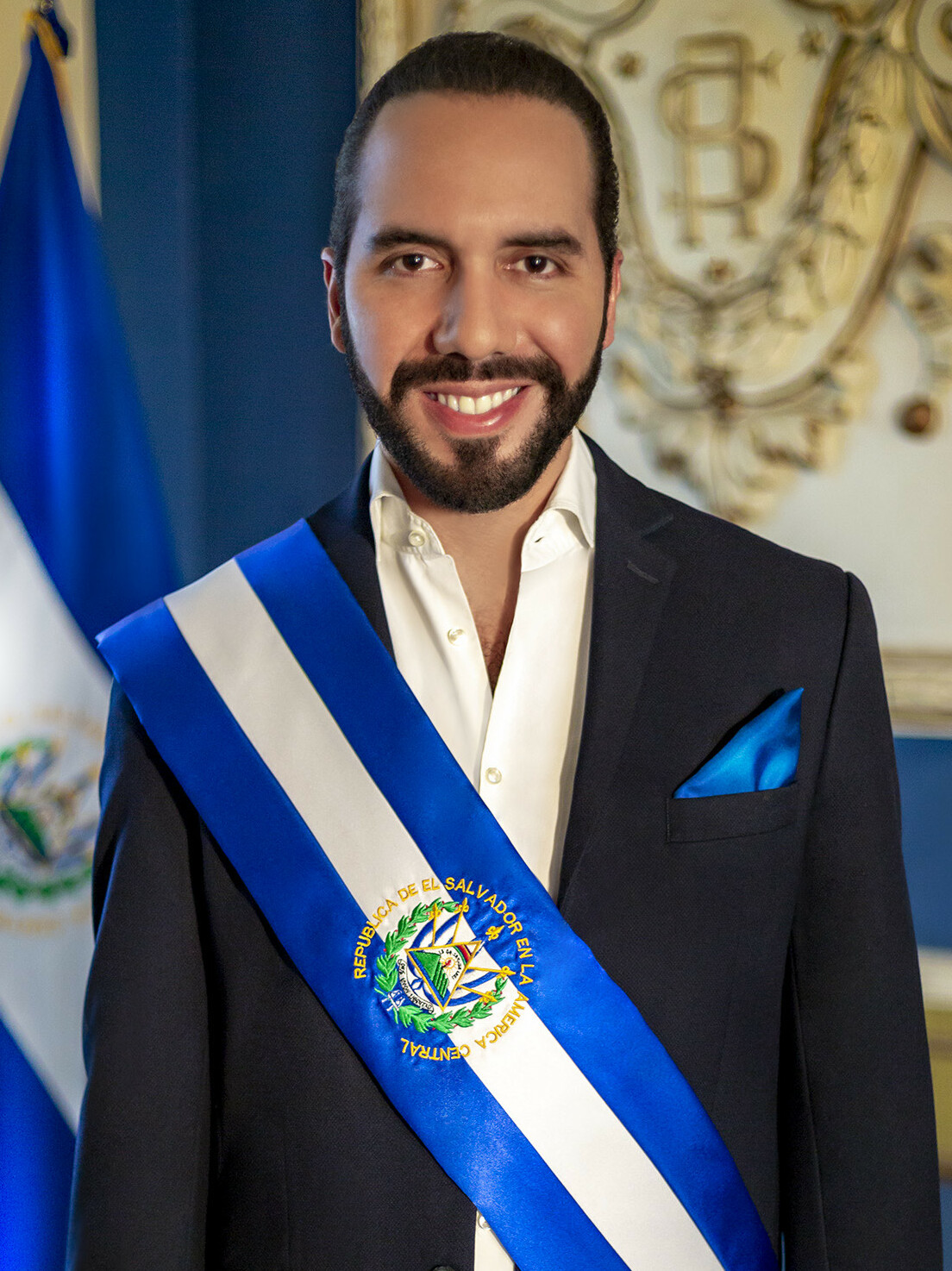
Prezident Nayib Bukele (2019)

Po oznámení jeho ambice stát se prezidentem blokovaly vládnoucí levicová strana FMLN a pravicová strana Alianze Republicana Nacionalista (ARENA) jakékoli pokusy o založení jakékoli strany, kterou by pokusil použít pro jeho kandidaturu. Nakonec svou prezidentskou kampaň vedl za pravicovou stranu Gran Alianza por la Unidad Nacional (GANA), která byla kontroverzní, protože byla považována za zradu jeho progresivních ideálů. Jeho kampaň prohlašovala, že spojení s touto stranou je jedinou zbývající možností pro jeho prezidentskou kampaň. V prezidentských volbách konaných 3. února 2019 získal 53,8 % hlasů a v prvním kole hned zvítězil. Do funkce prezidenta Salvadoru nastoupil 1. června 2019.
Na začátku svého funkčního období formuloval bezpečnostní plán, kterým chtěl zabránit vlivu organizovaného zločinu gangu Maras. Od června 2020 měl úspěchy v boji proti násilí, což je hlavní problém Salvadoru, a podařilo se mu snížit počet vražd v zemi o téměř polovinu. Někteří měli podezření na tajnou dohodu mezi vládou a gangy (jako tomu bylo v roce 2013 za předchozí vlády), něco takového se však za dobu jeho prezidentování nikdy nepotvrdilo. Bukele uzavřel tajnou dohodu ještě jako starosta hlavního města San Salvadoru, aby snížil násilnou kriminalitu před prezidentskými volbami a tento fakt mohl využít v předvolební kampani. Tomu, že tuto dohodu jako prezident nedodržuje nasvědčuje brutální zacházení s uvězněnými členy gangů, kteří nejsou přímo mučeni, ale jsou vystaveni spánkové deprivaci, ponižování (objevilo se mnoho fotografií, kde se vězni nacházejí nazí pouze ve spodním prádle), znemožnění pohybu ve vězení a extrémnímu přelidnění cel, což přispívá i k šíření nemocí.

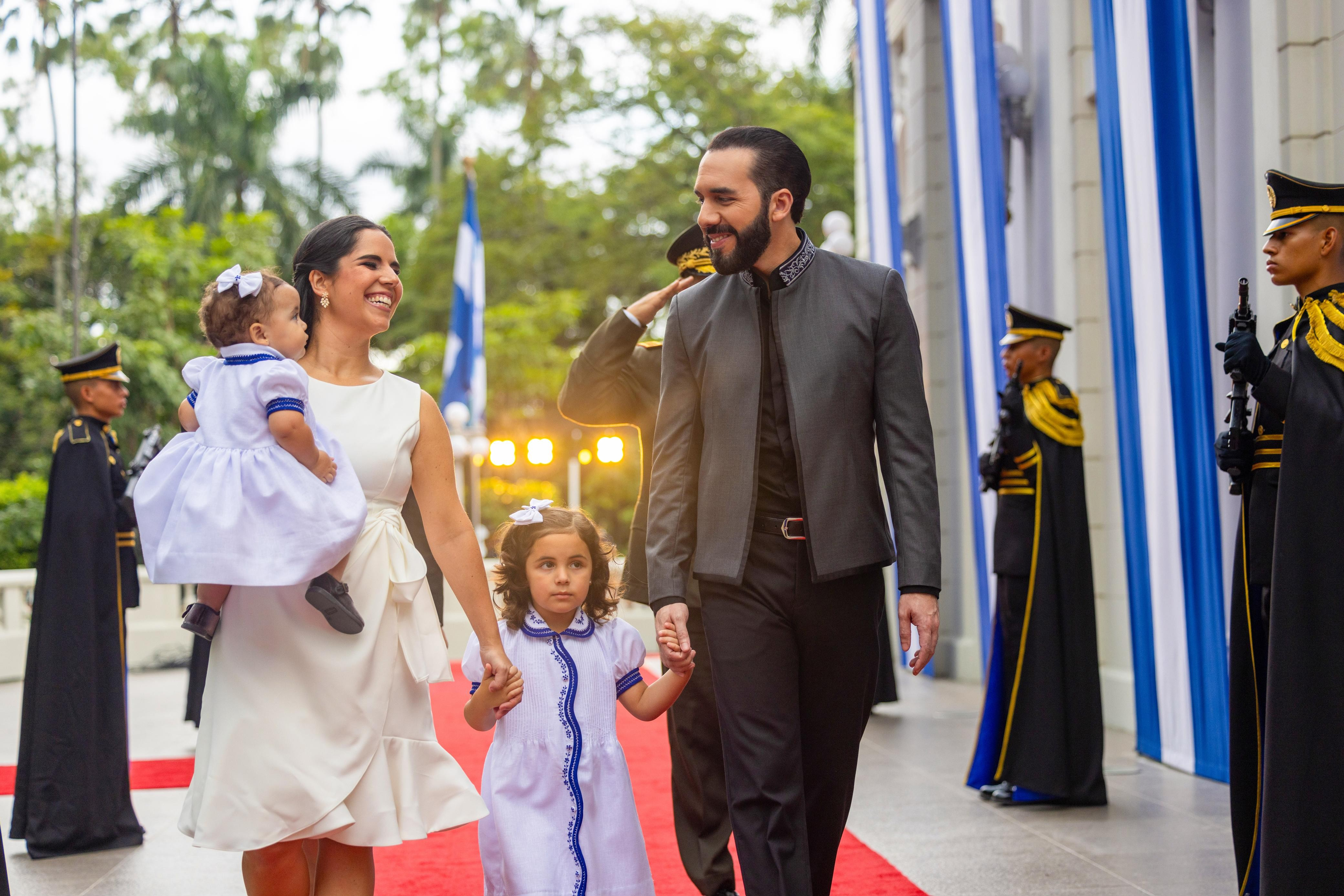
Nayib Bukele s manželkou a dvěma dcerami (2024)

Dne 30. listopadu 2023 Bukele oznámil, že požádá zákonodárné shromáždění o licenci ke znovuzvolení v prezidentských volbách v roce 2024, jak je stanoveno v článku 152, odstavci 1 ústavy Salvadoru. 

## Kontroverze a kritika

### Boj proti gangům
Navzdory své demokratické volbě je Bukele obvykle považován za člověka s diktátorskými praktikami. Například v únoru 2020, zatímco poslanci nebyli dostatečně početní, aby schválili státní půjčku ve výši 109 milionů dolarů na financování bezpečnostních sil, přišel do zákonodárného shromáždění ve chvíli, kdy byli přítomni pouze jeho příznivci, a doprovázen ozbrojenými vojáky zastrašoval poslance. Na začátku pandemie covidu-19 uzavřel hranice a oznámil přísný zákaz vycházení s policií a armádou v ulicích, porušování zákazu bylo trestáno vězenímí. V dubnu salvadorský ústavní soud rozhodl, že takové nařízení bylo protiústavní. Autoritářské sklony prezidenta Bukeleho a nerespektování lidských práv jsou často kritizovány lidskoprávními organizacemi včetně Amnesty International. Na druhou stranu za jeho vlády výrazně poklesla míra korupce v zemi (a sám Bukele není spojován s žádnou korupční kauzou), protože došlo k propuštění zkorumpovaných funkcionářů veřejné správy. Bukele také zintenzivnil investice do školství a zdravotnictví díky úsporám, kterých dosáhl omezením korupce i výdajů na vězeňskou správu (což má za důsledek výše popsané strádání vězňů).
Lidskoprávní organizace prezidenta Bukeleho kritizují za podmínky v salvadorských věznicích, mezi obyvateli je však tato politika mimořádně populární a místní věří, že právě ona stojí za poklesem násilných trestných činů.
Navzdory všem kontroverzím a kritice lidskoprávních organizací i ekonomů vidí mnozí obyvatelé Salvadoru v Bukelem hrdinu bojujícího proti zkorumpovanému establishmentu a jeho popularita se dle nezávislých průzkumů veřejného mínění dlouhodobě pohybuje mezi 80 a 95 %.

### Bitcoin
Dalším kontroverzním počinem prezidenta bylo zavedení bitcoinu jako oficiálního platidla v zemi. Navzdory varování výkonné rady Mezinárodního měnového fondu (MMF) se kryptoměna stala platidlem v Salvadoru od 7. září 2021. Po roce se začalo ukazovat, že to nebylo prozíravé rozhodnutí. Chudá země ještě více zchudla a podle některých zdrojů se přiblížila k bankrotu.
V roce 2025 byl Bitcoin zrušen jako oficiální měna země.

### Deportace z USA
Od roku 2025 bylo za vlády amerického prezidenta Donalda Trumpa do El Salvadoru deportováno mnoho lidí vyhoštěných z USA. Tyto deportace provází mnoho kontroverzí, například není deportovaným poskytnuto právo na soudní odvolání. Někteří z deportovaných se ničím neprovinili, a byli deportování kvůli administrativní chybě. Nayib Bukele se k tomu vyjádřil, že „nemá rád propouštění lidí ze svých věznic“.